# Sommepy-Tahure
 Sommepy-Tahure  es una comuna y población de Francia, en la región de Champaña-Ardenas, departamento de Marne, en el distrito de Sainte-Menehould y cantón de Ville-sur-Tourbe.
Su población en el censo de 1999 era de 539 habitantes.
Con 6.824 hectáreas, es la comuna más extensa del departamento.
El 14 de junio de 1950 se añadió Tahure al nombre del municipio, en recuerdo de una aldea homónima destruida durante la Primera Guerra Mundial.
Está integrada en la Communauté de communes de la Région de Suippes.